# Sigrún

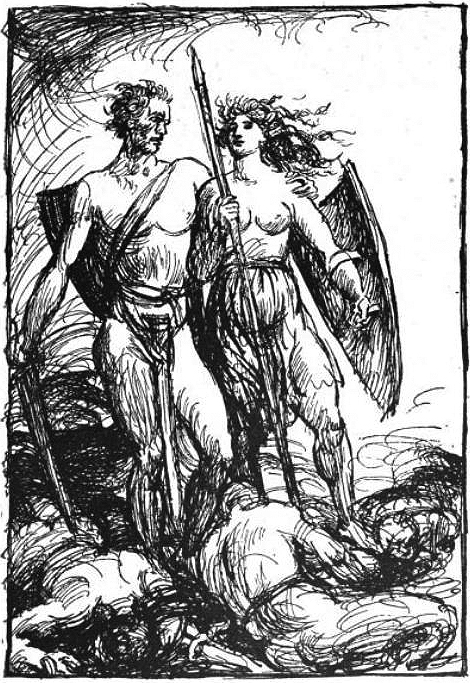
Sigrún avec Helgi Hundingsbane (1919) par Robert Engels

Sigrún (vieux norrois pour « rune de la victoire ») est une Valkyrie dans la mythologie nordique. Son histoire est relatée dans deux textes de l'Edda poétique : le Helgakviða Hundingsbana I et le Helgakviða Hundingsbana II.

## Médias
Sigrún est un personnage fictif dans Call of Duty: Mobile.
.